# Võhandu
Riu Võhandu és el riu més llarg que discorre íntegrament pel territori d'Estònia. Neix al poble de Saverna i desemboca prop de Võõpsu al llac Lämmijärv. El riu Võhandu té una longitud de 165 km i una superfície de la conca hidrogràfica de 1402 km². Des del llac Vagula aigües amunt també es coneix amb el nom de Pühajõgi i al curs inferior com a Voo jõgi.
L'any 1963 es va formar l'àrea de protecció de la vall primària del riu Võhandu, on es troben, entre altres coses, els penya-segats de gres del riu (coneguts localment com a "taevaskojad"), dels quals el més alt és la presa del molí de Viira. L'any 2005 també es va constituir l'àrea de conservació del riu Võhandu.

## Descripció

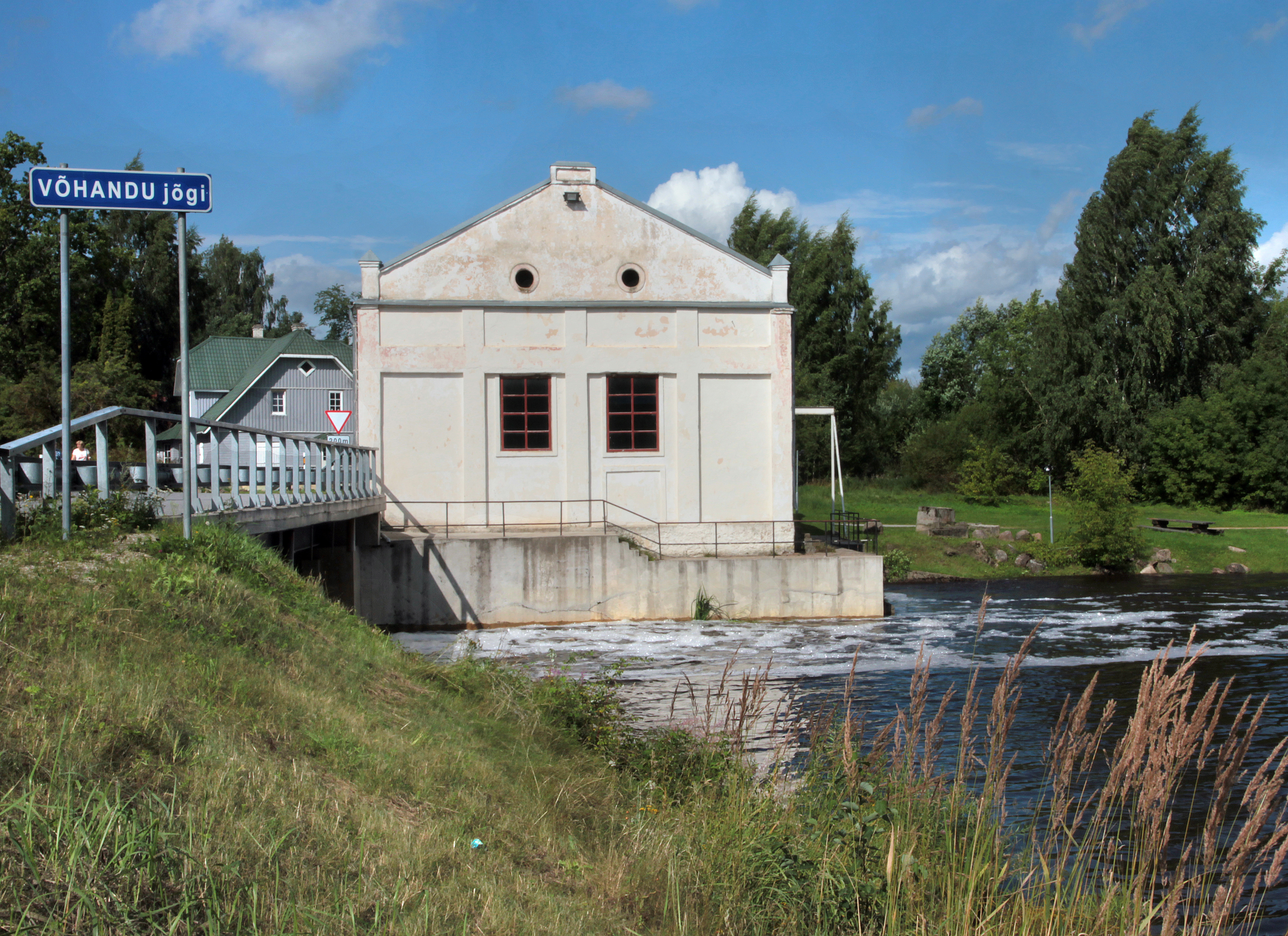
Central hidroelèctrica de Leevaku, al riu Võhandu

El riu Võhandu té més de 60 metres d'amplada al curs inferior i a la seva desembocadura forma un delta amb diverses illes fluvials. El riu és navegable des del llac Peipsi-Pihkva fins al port de Võõpsu.
Els afluents de la dreta del riu Võhandu són el Sirvaste oja, el Kokõ oja, el Pühäjõgi, el Kärgula oja, el Jaaskaoja, el Rõuge jõgi, el Koreli oja, l'Iskna jõgi, el Palumõisa oja, el Pahtpää jõgi, el Mädajõgi i el Varesmäe oja.
Els afluents de l'esquerra són el Parisuu oja, el Karioja, el Virosi oja, el Toolamaa oja.
Els embassaments més grans són el llac artificial de Leevaku i el llac de Räpina.

## Tradició local i creences populars

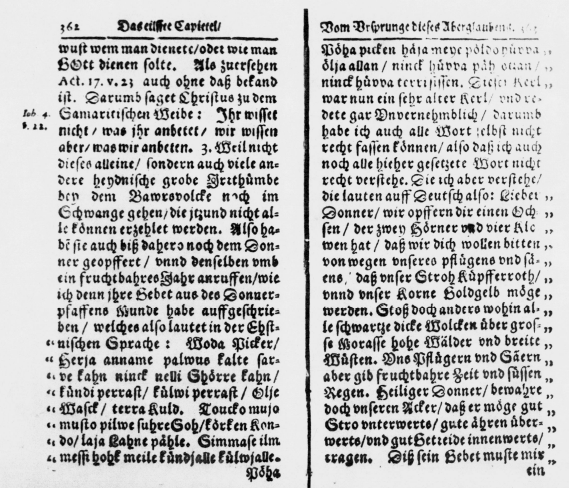
L'oració de Pikne al llibre de Gutslaff

El riu Võhandu, considerat sagrat, està relacionat en la tradició oral amb el déu del tro Pikne. Johann Gutslaff va presentar a la seva obra de 1644 publicada a Tartu "Kurtzer Bericht und Unterricht Von der Falsch-heilig genandten Bäche in Lieffland Wöhhanda" ("Breu informe i instrucció sobre el riu Võhandu a Livònia, falsament anomenat sagrat") l'Oració de Pikne, escrita pel pagès de Erastvere, el sacerdot del tro Vihtla Jürgen, amb la qual la gent local demanava a Pikne, oferint un bou en sacrifici el Gran Dia de la Creu, la reconciliació i l'alleujament de la sequera que va començar després de la construcció del molí d'Osula al riu sagrat:
"Voda Picker! Herja anname palvus katte sarve kahn ninck nelli shörre kahn, kündi perrast, külvi perrast, ölje vast, terra kuld. Toucko mujo musto pilvi suhre soh, körkin kondo, laja lahne pähle. Simmasse ilma, messi hohk meile kündjalle, külvjalle. Pöha picken, häja meye pöldu hüvvä ölje allan, ninck hüvvä päh otzah ninck hüvvä terri sisseh."'
Una traducció aproximada al català seria:
Déu Pikne! Et donem una ofrena amb dos banyes i quatre peülles, després de llaurar, després de sembrar, contra la cervesa, blat d'or. Porta els núvols negres cap a un altre lloc, sobre les branques altes, sobre les amples fulles. Dóna llum al món, aire dolç per a nosaltres, els llauradors, els sembradors. Sant Pikne, fes que el nostre camp tingui bona cervesa a sota, i bon fruit a la punta, i bon gra dins
La connexió amb el déu del tro també es confirma amb els relats de la tradició oral recollits el 1939 i el 1957 a la parròquia de Räpina:
Vuojõõ veereh, Süvahavva Pusä talo man Tore veski ligi om taavaskua siih suur korgõ kuup. Sääl olõvat elänö jõõ- vai piksejummal. Kooba siih omava olnuva jumala kangapeele ja vokk, midä mõni inemine olõvat nännö. Koobas on kuni 1,5 meetrit kõrge uuristis liivakivi seinäs.
La traducció aproximada seria:
A la vora del Vuojõõ, prop de la casa Pusä de Süvahavva, a prop del molí de Tore, hi ha una gran cova alta en un penya-segat. Es diu que hi vivia el déu del riu o del tro. A la cova hi havia el teler i la filosa del déu, que algunes persones diuen haver vist. La cova és una excavació d'1,5 metres d'alçada a la paret de gres. (RKM II 67, 447/9 (36) < Räpina khk, – S. Karopun (1957).
El riu Võhandu era un riu sagrat en temps antics, perquè es creia que el déu del tro Uku vivia a la vora del Võhandu. Prop del poble de Võuküla, a la vora del Võhandu, hi havia un turó sagrat. Al turó hi creixien roures i til·lers vells i grans, i al centre del turó hi havia una pedra de sacrifici. La gent venerava els déus al turó sagrat i feia sacrificis a la pedra de sacrifici. Al turó sagrat del Võhandu se celebraven festes en honor a Uku, i s'hi portaven ofrenes de pregària i d'agraïment. S'oferia part de la collita i sempre s'havia de portar un cap de porc a Uku. Si el cap de porc era petit, no s'atrevien a acostar-s'hi, sinó que el llençaven des de lluny i deien: "Estigues content, déu meu, l'any vinent portaré un de més gran." En temps antics es deia que la pedra de sacrifici del turó sagrat va a rentar-se al riu Võhandu cada deu anys, tres dies abans del solstici d'estiu a mitjanit, perquè la gent l'enfumava. La gent creia que hi havia un tresor amagat sota la pedra de sacrifici. Però es deia que era difícil aconseguir-lo, perquè quan la pedra anava a rentar-se al riu, es podia anar a buscar el tresor, però la pedra tornava molt ràpidament i matava el cercador de tresors. (ERA II 246, 31/5 (4) < Räpina khk, 1939)

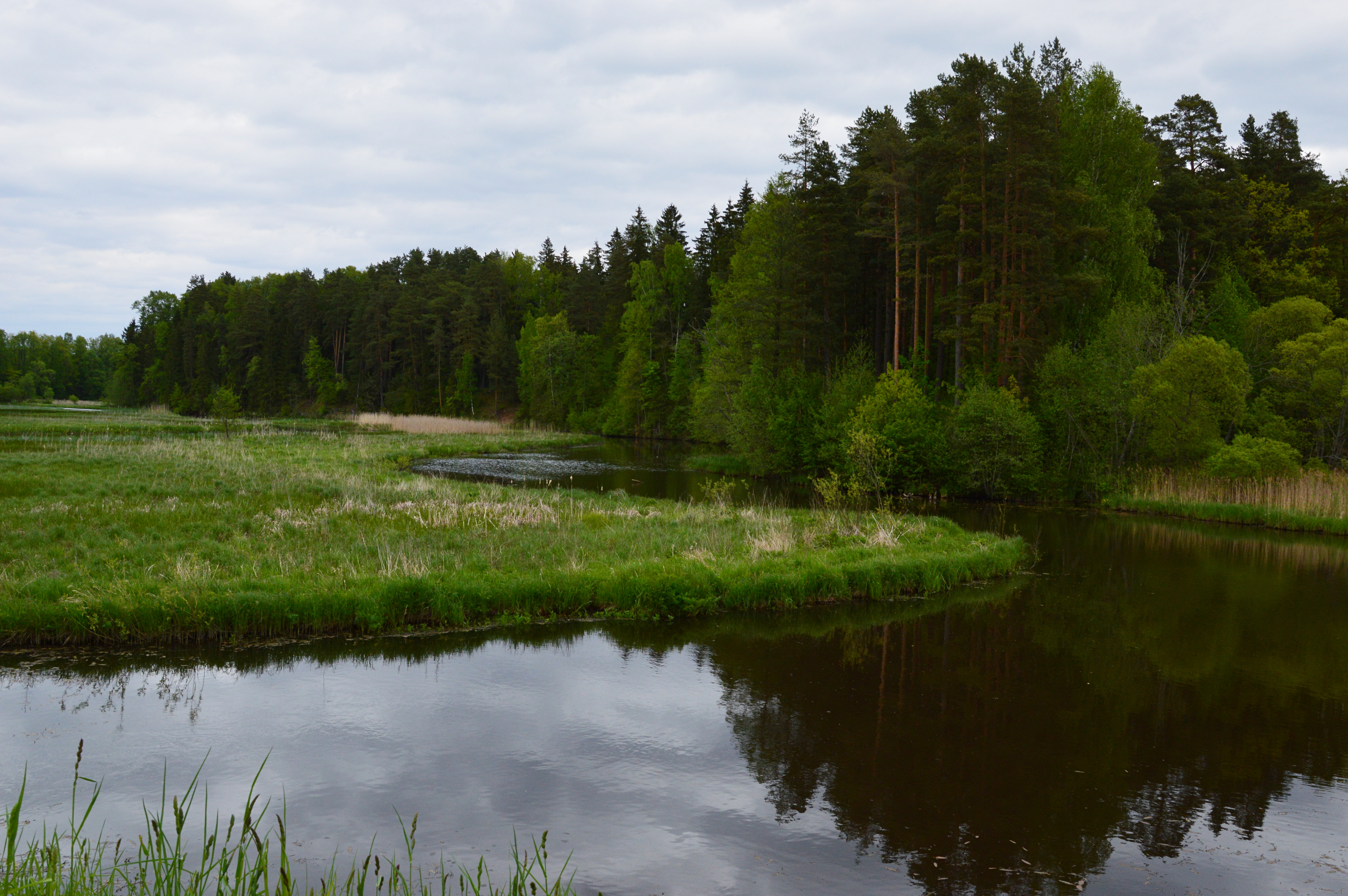
Riu Võhandu prop del poble de Nulga
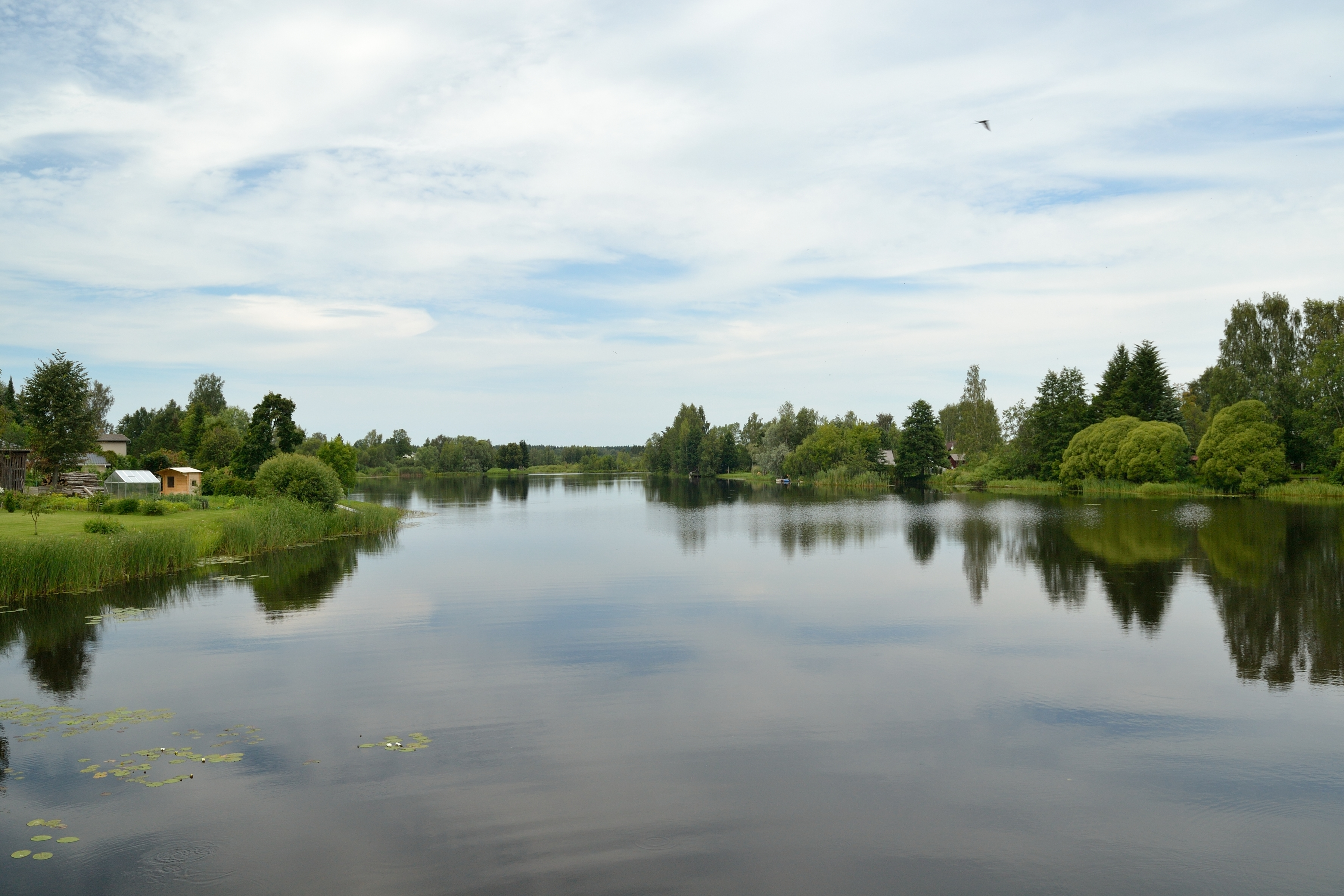
Llac Räpina al riu Võhandu
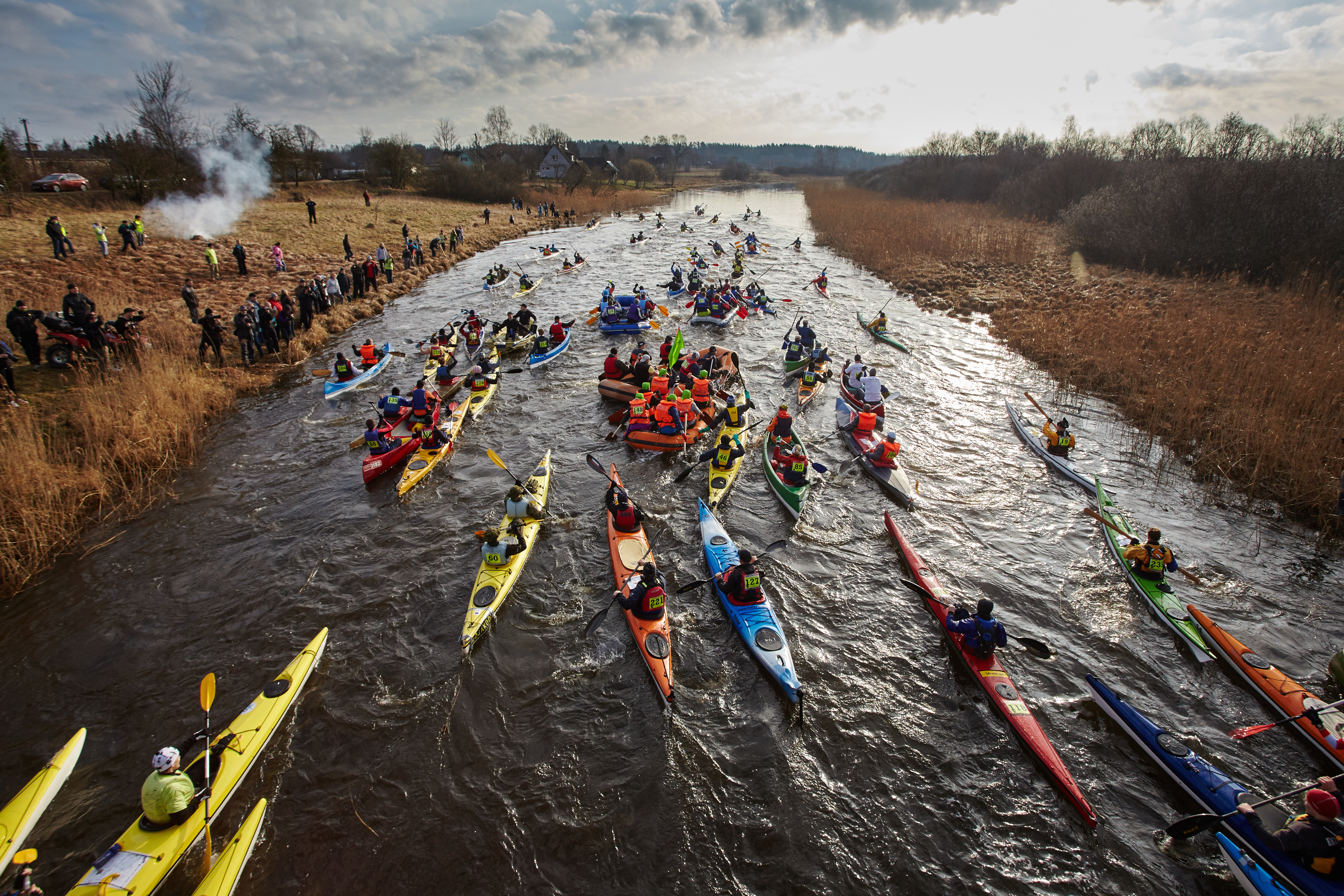
[Competició piragüística al Võhandu (2012)

## El riu Võhandu a la literatura
El riu Võhandu és l'escenari central del conte d'Aino Kallas "La venjança del riu sagrat". La història explica com el senyor de la mansió de Sõmerpalu encarrega a Adam Dörffer, un constructor de molins de la ciutat d'Arnstadt, la construcció d'un molí al riu Võhandu, i com això acaba amb la destrucció del molí per part de la gent local. Tõnn Sarv, basant-se en les obres de Johann Gutslaff i Aino Kallas, ha escrit la novel·la curta "El naixement del mite".